# La Gloria (Balancán)
La Gloria es una localidad del municipio de Balancán ubicado en la subregión de los Ríos del estado mexicano de Tabasco.

## Geografía
La localidad se ubica a 26.9 kilómetros (en dirección noreste) de la localidad de Balancán de Domínguez, la cabecera y lugar más poblado del municipio. Se sitúa en las coordenadas geográficas 17°36′26″N 91°19′12″O / 17.607222, -91.320000, a una elevación de 28 metros sobre el nivel del mar.

## Demografía
Según el Conteo de Población y Vivienda 2020, efectuado por el Instituto Nacional de Estadística y Geografía, la localidad de La Gloria tiene 10 habitantes, de los cuales 4 son del sexo masculino y 6 del sexo femenino. Su tasa de fecundidad es de 2 hijos por mujer y tiene 4 viviendas particulares habitadas.
| Gráfica de evolución demográfica de La Gloria entre 1995 y 2020 |
|                                                                 |
| INEGI.                                                          |